# Yuri Alvear

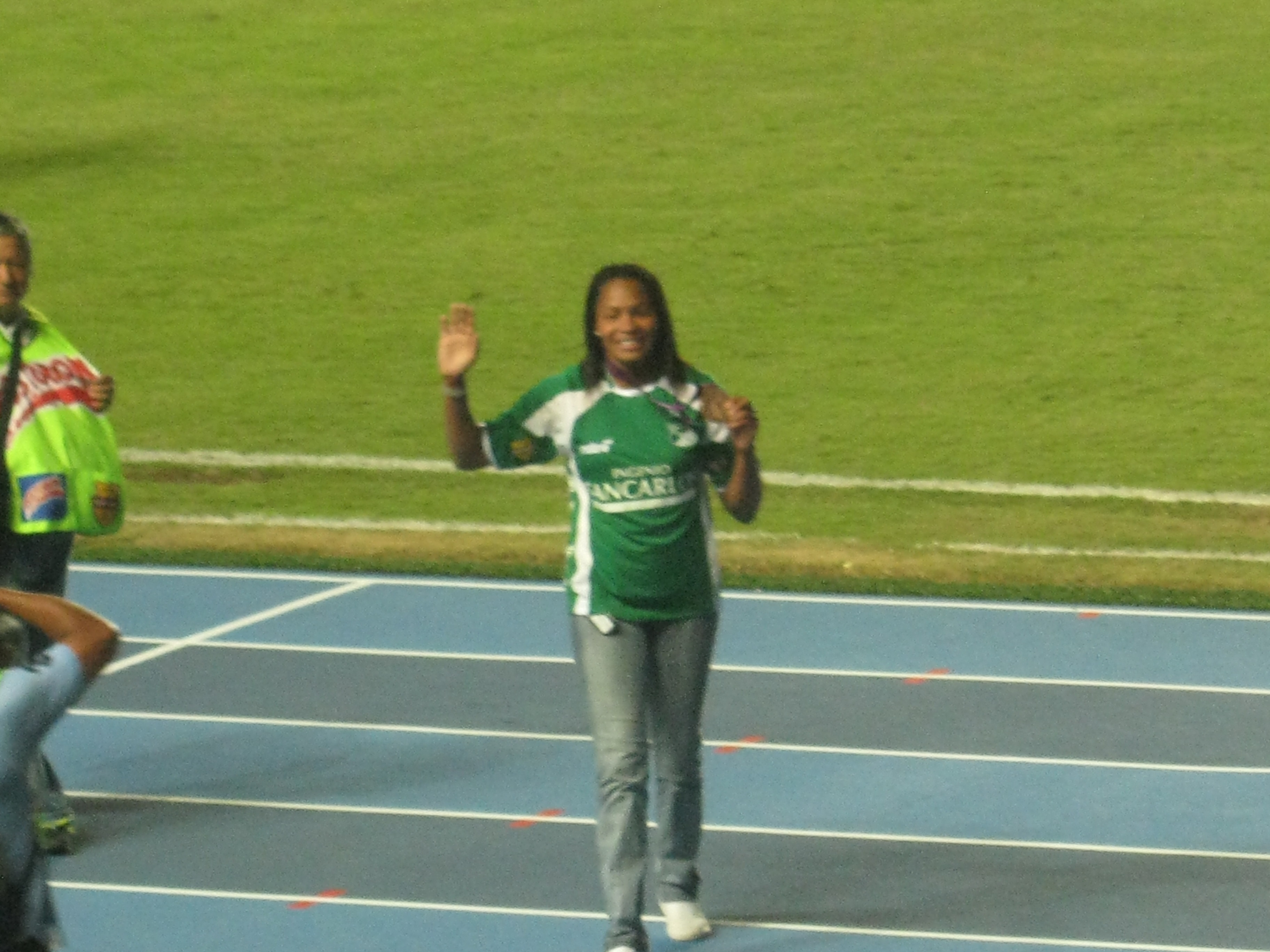
Yuri Alvear zeigt ihre olympische Medaille 2012 in Cali

Yuri Alvear Orjuela (* 29. März 1986 in Jamundí) ist eine kolumbianische Judoka. Sie gewann zwei olympische Medaillen und war dreimal Weltmeisterin.

## Sportliche Karriere
Die 1,76 m große Yuri Alvear kämpft im Mittelgewicht, der Gewichtsklasse bis 70 Kilogramm.
Sie gewann 2007 bei den Panamerikanischen Meisterschaften und belegte den dritten Platz bei den Panamerikanischen Spielen. 2008 war sie Dritte bei den Panamerikanischen Meisterschaften. Bei den Olympischen Spielen 2008 gewann sie zwei Kämpfe und verlor zwei Kämpfe, am Ende belegte sie den siebten Platz.
Ende März 2009 siegte Alvear bei den Panamerikanischen Meisterschaften, sechs Wochen später gewann sie die Südamerikameisterschaften. Bei den Judo-Weltmeisterschaften 2009 besiegte sie im Finale die Ungarin Anett Mészáros und gewann ihren ersten Weltmeistertitel. 2010 siegte Alvear bei den Südamerikaspielen. Bei den kolumbianischen Landesmeisterschaften gewann sie sowohl das Mittelgewicht als auch die offene Klasse. 2011 siegte sie bei den Südamerikameisterschaften und gewann Bronze bei den Panamerikanischen Meisterschaften. Im Finale der Panamerikanischen Spiele unterlag sie der Kubanerin Onix Cortés. Bei den Panamerikanischen Meisterschaften erhielt Alvear 2012 eine Bronzemedaille. Drei Monate später gewann sie bei den Olympischen Spielen 2012 ihre ersten beiden Kämpfe und verlor im Viertelfinale gegen die Französin Lucie Décosse. Mit Siegen über die Slowenin Raša Sraka und die Chinesin Chen Fei in der Hoffnungsrunde sicherte sich Alvear eine Bronzemedaille.
2013 erkämpfte sich Alvear eine Bronzemedaille bei den Panamerikanischen Meisterschaften. Bei den Weltmeisterschaften siegte Alvear im Viertelfinale über Lucie Délcosse. Im Halbfinale schlug sie die Südkoreanerin Hang Ye-sul und im Finale die Deutsche Laura Vargas Koch. 2014 gewann Alvear vier Goldmedaillen: Nach Siegen bei den Südamerikaspielen und den Panamerikanischen Meisterschaften gewann sie Ende August bei den Weltmeisterschaften in Tscheljabinsk ihren dritten Weltmeistertitel mit einem Finalsieg über die Japanerin Karen Nun-Ira. Ende des Jahres siegte Alvear dann bei den Zentralamerika- und Karibikspielen. 2015 unterlag sie im Finale der Panamerikanischen Meisterschaften der Kanadierin Kelita Zupancic. Bei den Panamerikanischen Spielen verlor sie im Halbfinale gegen Onix Cortés, gewann aber den Kampf um Bronze. Anderthalb Monate später unterlag sie im Viertelfinale der Weltmeisterschaften in Astana der Französin Gévrise Émane, im Kampf um Bronze siegte Alvear gegen die Österreicherin Bernadette Graf. 2016 gewann sie im Finale der Panamerikanischen Meisterschaften gegen Kelita Zupancic. Bei den Olympischen Spielen in Rio de Janeiro gewann sie drei Kämpfe und verlor das Finale gegen die Japanerin Haruka Tachimoto. 
2017 siegte Alvear beim Grand-Slam-Turnier in Baku. Im Finale der Panamerikanischen Meisterschaften besiegte sie Kelita Zupancic. Im Halbfinale der Judo-Weltmeisterschaften 2017 unterlag sie der Japanerin Chizuru Arai, den Kampf um Bronze gewann sie gegen die Französin Marie Eve Gahié. Wie 2010 und 2017 siegte Alvear 2018 bei den kolumbianischen Landesmeisterschaften sowohl im Mittelgewicht als auch in der offenen Klasse. Bei den Panamerikanischen Meisterschaften gewann sie im Finale gegen Elvismar Rodríguez aus Venezuela. Im September 2018 erkämpfte Alvear bei den Weltmeisterschaften in Baku nach einer Viertelfinalniederlage gegen Chizuru Arai die Bronzemedaille durch Siege über Zupancic und über die Marokkanerin Assmaa Niang.